# بیمارستان آموزشی مایوند
بیمارستان آموزشی مایوند (انگلیسی: Maiwand Teaching Hospital) بیمارستانی در کابل که در دهه ۱۹۶۰ ساخته شده است.
این بیمارستان در ابتدا به نام بیمارستان قلعه باقرخان نام گرفت و بعدها به مستورات تغییر نام داد. این نامی است که در زمان جمهوری دموکراتیک افغانستان به آن داده شد. این دانشگاه ارتباط نزدیکی با دانشگاه طب کابل دارد. این بیمارستان برای درمان حدود ۳۰۰ تا ۴۰۰ بیمار در روز راه‌اندازی شده بود، اما روزانه نزدیک به ۱۰۰۰ بیمار به این بیمارستان مراجعه می‌کنند.
این بیمارستان دارای بخش‌های گوش و حلق و بینی، پوست، اطفال، جراحی پلاستیک و جراحی کودکان است.